# RHEB
RHEB (англ. Ras homolog enriched in brain) – білок, який кодується однойменним геном, розташованим у людей на короткому плечі 7-ї хромосоми. Довжина поліпептидного ланцюга білка становить 184 амінокислот, а молекулярна маса — 20 497.
| 10         |  | 20         |  | 30         |  | 40         |  | 50         |
| ---------- |  | ---------- |  | ---------- |  | ---------- |  | ---------- |
| MPQSKSRKIA |  | ILGYRSVGKS |  | SLTIQFVEGQ |  | FVDSYDPTIE |  | NTFTKLITVN |
| GQEYHLQLVD |  | TAGQDEYSIF |  | PQTYSIDING |  | YILVYSVTSI |  | KSFEVIKVIH |
| GKLLDMVGKV |  | QIPIMLVGNK |  | KDLHMERVIS |  | YEEGKALAES |  | WNAAFLESSA |
| KENQTAVDVF |  | RRIILEAEKM |  | DGAASQGKSS |  | CSVM       |  |            |

A: Аланін

C: Цистеїн

D: Аспарагінова кислота

E: Глутамінова кислота

F: Фенілаланін

G: Гліцин

H: Гістидин

I: Ізолейцин

K: Лізин

L: Лейцин

M: Метіонін

N: Аспарагін

P: Пролін

Q: Глутамін

R: Аргінін

S: Серин

T: Треонін

V: Валін

W: Триптофан

Кодований геном білок за функцією належить до фосфопротеїнів. 
Білок має сайт для зв'язування з нуклеотидами, іонами металів, ГТФ, іоном магнію. 
Локалізований у цитоплазмі, мембрані, ендоплазматичному ретикулумі, апараті гольджі.